# 인도차이나굵은엄지손가락박쥐
인도차이나굵은엄지손가락박쥐(Glischropus bucephalus)는 애기박쥐과에 속하는 박쥐의 일종이다. 인도네시아에서 발견된다.